# Eugene, Oregon
Eugene este un oraș, municipalitate și sediul comitatului Lane din statul Oregon din Statele Unite ale Americii. În Eugene se află sediul unei importante universități americane de stat, University of Oregon.